# Dicranota radialis
Dicranota (Eudicranota) radialis là một loài ruồi trong họ Pediciidae. Chúng phân bố ở vùng sinh thái Palearctic.